# Tabanus tripurensis
Tabanus tripurensis är en tvåvingeart som beskrevs av Datta 1986. Tabanus tripurensis ingår i släktet Tabanus och familjen bromsar. Inga underarter finns listade i Catalogue of Life.